# 1986年中華民國立法委員選舉

本次選舉選出的增額立法委員所屬政黨
民主進步黨（該次選舉以無黨籍參選）：12席
無黨籍：6席
中國青年黨: 2席
中國民主社會黨：1席
中國國民黨：79席

1986年中華民國立法委員選舉於1986年12月6日舉行，為中華民國第一屆立法委員第五次增額立法委員選舉，在自由地區舉行，選出增額立法委員100位，該次立委選舉與增額國代選舉同時舉行，也是戒嚴時期的最後一次選舉。
這次選舉是民主進步黨組黨後的第一次參與的選舉，但因當時尚未解嚴及維持黨禁，因此參選的黨外立委仍然是以無黨籍參選，直至解嚴以后才轉為民進黨籍。

## 舉行
經該日投票選舉後，經統計全台灣選舉人數為1,181萬4,315人；投票人數772萬3,637人，投票率為65.38%。
此次選舉順利選出自由地區區域立委55位、山胞立委2位、職業團體立委16位，合計73位，加上由總統遴選的海外僑選立委27位，合計100位增額立委。

## 區域、山胞及職業團體立委當選名單
| 選區             | 選區               | 名額 | 中國國民黨                                                       | 無黨籍                 |
| ---------------- | ------------------ | ---- | ---------------------------------------------------------------- | ---------------------- |
| 台北市           | 台北市             | 8    | 洪文棟、林鈺祥、紀政、簡又新、趙少康、黃書瑋                     | 康寧祥*、吳淑珍*       |
| 高雄市           | 高雄市             | 5    | 黃正雄、蕭楚喬、吳德美                                           | 張俊雄*、王義雄*       |
| 台灣省           | 第一選區（北基宜） | 9    | 周書府、林永瑞、吳梓、張堅華、謝美惠、孫勝治                     | 蔡勝邦、尤清*、黃煌雄* |
| 台灣省           | 第二選區（桃竹苗） | 6    | 溫錦蘭、劉興善、黃主文、劉碧良、呂學儀                           | 許國泰*                |
| 台灣省           | 第三選區（中彰投） | 10   | 許張愛簾、劉松藩、林庚申、沈世雄、林炳森、洪昭男、潘至誠、林源朗 | 許榮淑*、黃明和        |
| 台灣省           | 第四選區（雲嘉南） | 9    | 李宗仁、李勝峰、林時機、廖福本、陳適庸、林聯輝、林健治、洪玉欽   | 朱高正*                |
| 台灣省           | 第五選區（高屏澎） | 5    | 黃河清、溫興春、王金平                                           | 邱連輝*、余政憲*       |
| 台灣省           | 第六選區（花、東） | 2    | 饒穎奇、黃正一                                                   |                        |
| 福建省（金、連） | 福建省（金、連）   | 1    | 黃武仁                                                           |                        |
| 平地山胞         | 平地山胞           | 1    | 蔡中涵                                                           |                        |
| 山地山胞         | 山地山胞           | 1    | 林天生                                                           |                        |
| 農民團體         | 農民團體           | 4    | 蕭瑞徵、吳海源、蘇火燈、蔡友土                                   |                        |
| 漁民團體         | 漁民團體           | 2    | 黃澤青、羅傳進                                                   |                        |
| 工人團體         | 工人團體           | 4    | 李友吉、謝深山、吳勇雄                                           | 王聰松*                |
| 工業團體         | 工業團體           | 2    | 許勝發、張世良                                                   |                        |
| 商業團體         | 商業團體           | 2    | 張平沼、周文勇                                                   |                        |
| 教育團體         | 教育團體           | 2    | 陳哲男、賴晚鐘                                                   |                        |

附註：*-屬於已於當年9月28日宣佈成立，但受限於戒嚴令尚無法核准登記的 民主進步黨成員。

## 僑選立委遴選名單
| 選區   | 包含地區     | 名額 | 中國國民黨                         | 中國青年黨 | 民社黨 | 無黨籍       |
| ------ | ------------ | ---- | ---------------------------------- | ---------- | ------ | ------------ |
| 第一區 | 東北亞地區   | 2    | 陳道、李海天                       |            |        |              |
| 第二區 | 港澳地區     | 5    | 曾恩波、馮彥、梁風、鍾偉光、陳恩賜 |            |        |              |
| 第三區 | 亞洲其他地區 | 5    | 張立明、蔡文曲、丘亮實、馬國祥     |            |        | 楊慶南       |
| 第四區 | 北美洲地區   | 5    | 朱永匡、莫翔興、黃元生、謝汝彬     | 左光煊     |        |              |
| 第五區 | 中南美洲地區 | 1    | 簡漢生                             |            |        |              |
| 第六區 | 歐洲地區     | 2    |                                    |            |        | 徐能、郭瑞訓 |
| 第七區 | 非洲地區     | 1    | 嚴諾                               |            |        |              |
| 第八區 | 大洋洲地區   | 1    | 柳復起                             |            |        |              |
| 不分區 | 不分區       | 5    | 馬克任、吳豐堃                     | 宣以文     | 汪振華 | 牟宗燦       |

## 得票統計
各區域選區、平地山胞、山地山胞及職業團體的詳細投票結果，於上述列表列出。